# Samia Dauenhauer
Samia Dauenhauer (* 9. August 1984 in Bad Hersfeld) ist eine deutsche Schauspielerin.

## Leben
Die gebürtige Hessin absolvierte bis 2008 eine Ausbildung an der Schauspielschule Charlottenburg. Sie nimmt seit ihrem sechzehnten Lebensjahr Gesangsunterricht und tanzt seit ihrer Kindheit.
Seit dem Jahr 2007 tritt sie auf verschiedenen Berliner Bühnen in Theaterstücken auf. Unter anderem an der Volksbühne Berlin, der Neuköllner Oper und dem Hebbel am Ufer.
Auf der Burgen- und Schlössertour von Gerhard Schöne begleitete sie den Sänger im Duett und auch solo.
2009 war Samia Dauenhauer im Musikvideo zu Jan Delays Oh Jonny als Tänzerin zu sehen. 2010 trat sie in Rainer Matsutanis Film 205 – Zimmer der Angst auf. Einem größeren Publikum wurde sie im Jahr 2012 durch ihre Rolle der Jacqueline „Jacky“ Krüger in der Seifenoper Gute Zeiten, schlechte Zeiten bekannt.
Der Regisseur Rosa von Praunheim bezog sie in einige Bühnen-Performances ein, zum Beispiel Teatime with Rosa am Deutschen Theater Berlin. Im Jahr 2024 übernahm sie eine Hauptrolle in von Praunheims Stück Rex Gildo - Das Musical am Theater Münster.
Seit 2021 ist sie Ensemblemitglied im Theater Oberhausen im Rheinland.

## Filmografie
- 2010: Zimmer der Angst
- 2012: Gute Zeiten, schlechte Zeiten (Fernsehserie, 168 Folgen)
- 2014: Top Girl oder La déformation professionnelle
- 2015: Letzte Spur Berlin – Abseitsfalle (Fernsehserie)
- 2018: Der Hirschensprung (Kino)

## Theater (Auswahl)
- 2007: Hase Hase
- 2008: Oliver Twist
- 2009: Seestücke (Volksbühne Berlin)
- 2010: Paff Meisi (Hebbel am Ufer)
- 2010: Der Kirschgarten (Volksbühne Berlin)
- 2010: Changemakers (Neuköllner Oper)
- 2011: Apokalypso in a-müll (Volksbühne Berlin)
- 2018: Des Menschen Unterhaltsprozess gegen Gott (Volksbühne Berlin)
- 2024: Rex Gildo - Das Musical